# Hardy Krüger
Hardy Krüger, születési nevén Eberhard August Franz Ewald Krüger (Berlin, 1928. április 12. − Palm Springs, Kalifornia, 2022. január 19.) német film- és televíziós színész, szinkronszínész és író, az 1950-es, 1960-as évek egyik legsikeresebb német filmszínésze, előbb német filmekben, majd nemzetközi koprodukciókban vált híressé. Csaknem hat évtizedes pályájának legismertebb szerepeit A főnix útja, A neretvai csata, A híd túl messze van, A vadlibák és a Barry Lyndon című filmekben játszotta. Televíziós moderátorként a szélsőjobboldali ideológia térhódítása ellen emelt szót.

## Élete

### Származása, ifjúkora
Franz Eberhard August Krüger néven született Berlinben. Szülei a nácipárt tagjai, Adolf Hitler nagy csodálói voltak, fiukat egy sonthofeni elit nemzetiszocialista internátusba küldték tanulni.

Eberhard már 1943–44-ben szerepet kapott a Junge Adler című propagandafilmben. Itt ismerkedett meg a nála másfél évtizeddel idősebb Hans Söhnker színésszel, aki felvilágosította a fiút a náci rendszer sötét oldaláról is. 1944-ben Krügert behívták katonának. 1945-ben a 38. SS „Nibelungen” páncélgránátos hadosztály tagjaként a frontra vezényelték. Saját internetes honlapján közreadott visszaemlékezése szerint itt parancsmegtagadás miatt halálra ítélték, de sikerült megszöknie, és Tirolban bujkált a háború végéig.

Idősebb korában hazájában iskolai előadásokat tartott, ahol ezt az ifjúkori történetet újra és újra elmesélte, mindenkit óva intve a vakbuzgó gondolkodástól és a totalitárius rendszerekkel való rokonszenvezéstől.

### Színészi pályája
Szűkös anyagi lehetőségei nem tették lehetővé, hogy színiiskolába járjon, de 1945 után színpadi fellépéseket vállalt. 1949-től az új német filmgyártás nyújtott neki szerepeket. Hírnevet szerzett Otto Preminger 1953-as Die Jungfrau auf dem Dach című romantikus filmjében (amelyet a rendező angol nyelvű változatban is elkészített, amerikai színészekkel, William Holden főszereplésével, The Moon is Blue címmel). A szőke, kékszemű fiatalember a romantikus német „Heimatfilmek” ellenállhatatlan szívtiprója lett, de ezt a múfajt hamarosan szűknek érezte, és nemzetközi karrierre törekedett.
Figyelemre méltó főszerepet kapott Harald Braun rendező 1953-as Amíg mellettem vagy című melodrámájában, Maria Schell partnereként. Sikerei nyomán angol és francia filmesek is elkezdtek érdeklődni utána. 1957-ben Roy Ward Baker angol rendező The One That Got Away című háborús kalandfilmjében Krüger valós személyt alakított, Franz von Werra német vadászpilótát, akit az angliai csata során London fölött lelőttek és hadifogságba vetettek. Őrzőit és kihallgatóit kijátszva többször megszökött, mindig elfogták, míg végül egy kanadai fogolytáborból sikerült megszöknie és a fél világot körbeutazva 1941 tavaszán sikeresen hazajutott Németországba. (A valódi Franz von Werra hazatérése után 1941-ben még részt vett a Szovjetunió elleni hadjáratban, és októberben esett el egy Hollandia fölött vívott légicsatában). Krügert szárnyára kapta a világhír, nemzetközi filmes produkciók sorozatában kapott főszerepeket.
1960-ban farmot vásárolt Kelet-Afrikában, a tanzániai Ngorongoro természetvédelmi területen. A következő másfél évtizedben gyakran élt itt, 1964-től második feleségét és gyermekeit is ide hozta. 1962-ben Howard Hawks amerikai rendező itt forgatta Állatfogó kommandó (Hatari!) című kalandfilmjét John Wayne, Elsa Martinelli és Krüger főszereplésével. 1965-ben Robert Aldrich rendező ugyanezen a környéken forgatta A Főnix útja c. kalandfilmjét, James Stewart, Peter Finch, Richard Attenborough és Krüger főszereplésével.
1962-ben Serge Bourguignon francia rendező Krüger és Nicole Courcel főszereplésével készítette el Vasárnapok Ville d’Avray-ban (Les dimanches de Ville d’Avray) című romantikus filmdrámáját, ahol Krüger Indokínát megjárt, háborús traumával küzdő katonát alakított. A film elnyerte a legjobb idegen nyelvű filmnek járó Oscar-díjat.
1969-ben német tisztet játszott Veljko Bulajić jugoszláv rendező A neretvai csata c. háborús filmjében, Yul Brynner, Curd Jürgens és Franco Nero társaságában. Ugyanebben az évben Stanley Kramer rendező Santa Vittoria titka c. kalandfilmjében játszott német tisztet. 1973-ban névtelen katonaszerepet kapott Szergej Bondarcsuk Sutjeska c. partizánfilmjében, Stipe Delic mellett. Egyik legismertebb karakterszerepét 1974-ben kapta Stanley Kubricktól, Potzdorf százados szerepét a Thackeray regényéből készült Barry Lyndon című kétrészes filmdrámában. Richard Attenborough 1977-es A híd túl messze van című nagyszabású háborús filmjében a fiktív „Ludwig vezérőrnagyot” alakította. A karakter a valódi Heinz Harmel (1906−2000) vezérőrnagyot, SS-Brigadeführert, a 10. SS „Frundsberg” páncéloshadosztály parancsnokát takarja, aki megtiltotta, hogy a filmben saját nevével ábrázolják. A film egyik drámai jelenetében Krüger, Laurence Olivier és Maximilian Schell együtt játszott. 1978-ban Andrew V. McLaglen rendező Vadlibák c. háborús akciófilmjében Krüger zsoldos katonát alakított, Richard Burtonnel, Roger Moore-ral, Richard Harrisszel együtt.
Amikor már világhírű volt és válogathatott a szerepekben, Krüger tudatosan kérte pozitív főhősök, határozott és férfias, de rokonszenves német karakterek, a női szívek megdobogtató, keménykötésű, vonzó férfiak alakítását. Azon kevés német színész közé tartozott, akik a világháború után nemzetközi karriert tudtak csinálni és sikeres alakításaik révén meg tudták törni a mesterségesen kialakított „gonosz német” közhelyes, negatív kliséit. Sikereket aratott Európában és az Egyesült Államokban is. Stanley Kubrick, Richard Attenborough és Laurence Olivier rendezők filmjeiben játszott főszerepeket.  Pályája során több német és nemzetközi elismerést kapott, köztük a Német Filmdíjat és a Német Szövetségi Érdemkeresztet is.
Hollywoodi karrierje után világjáró lett, és 1987–1995 között a német ARD televízió számára készített személyes útibeszámolókat, útifilmeket és dokumentumfilmeket. Amatőr pilótaként légifelvételeket is forgatott. Megírta az „Eine Farm in Afrika” című könyvét, számos önéletrajzi elemmel. Hazájában óriási népszerűségre tett szert. Ez az időszak megtörte nemzetközi filmes pályájának ívét. Egy, a Süddeutsche Zeitungnak adott interjúban maga is elismerte: „Tíz év kihagyás után nincs visszaút Hollywoodba.” Fokozatosan visszavonult a filmezéstől és javarészt családjának élt. Elkötelezett demokrataként minden lehetséges fórumon rendszeresen felszólalt a szélsőjobboldali ideológia és a társadalmi erőszak terjedése ellen.

### Magánélete

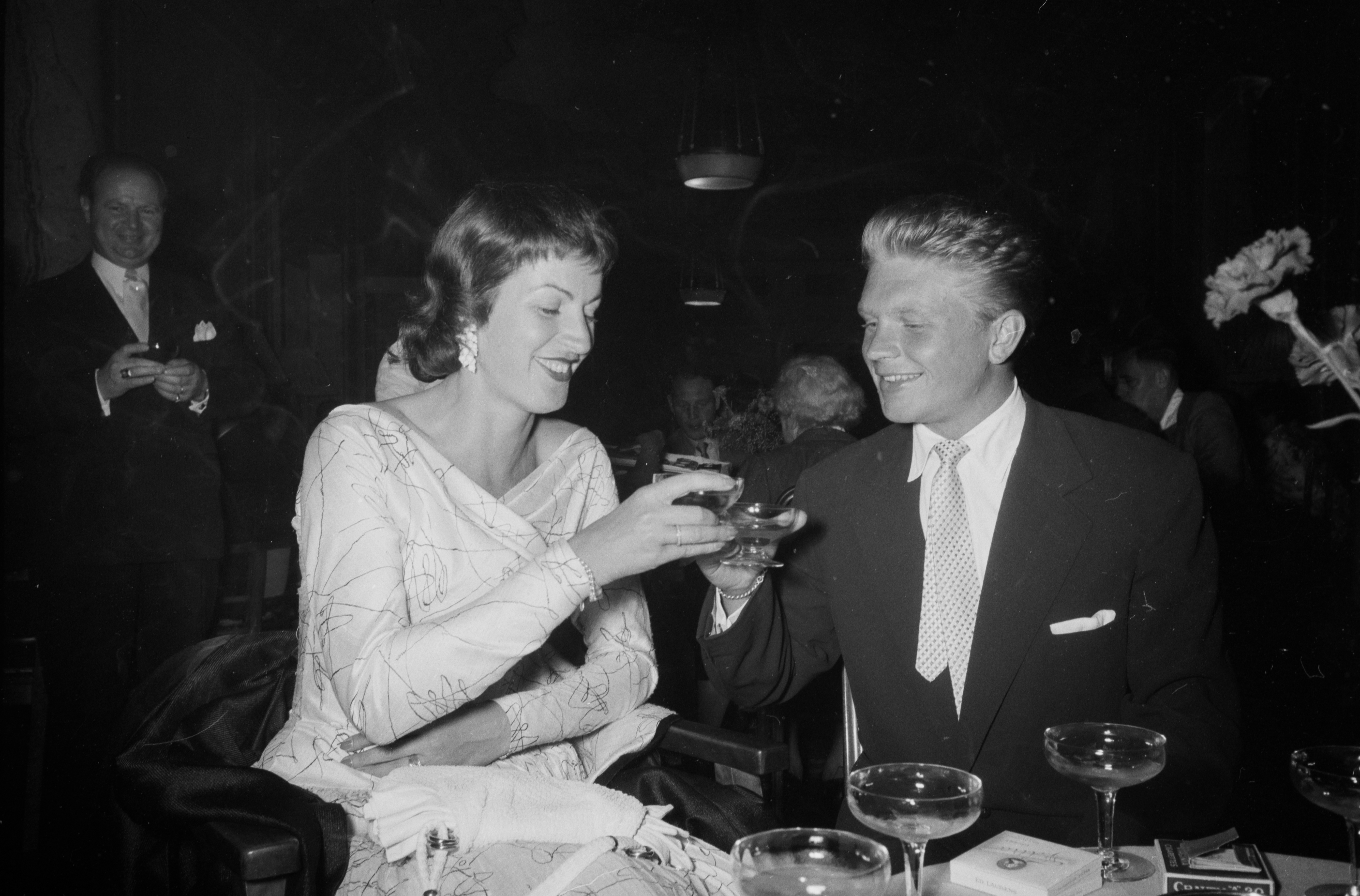
Krüger és első felesége, Renate Densow, 1955

Első feleségével, Renate Densow-val (1918–2006) 1944-ben találkozott egy szállodában, ahol a 16 éves Krüger besorozott katonaként volt beszállásolva, a 26 éves Densow pedig egy színtársulattal tartózkodott ott. Az együtt töltött éjszaka után útjaik elváltak, 1945 szeptemberében Densow Hamburgban megszülte közös gyermeküket. A háború után Krüger megkereste Densow-t és feleségül vette. A házasság 1964-ben válással végződött. Leányuk, Christiane Krüger (*1945) apjához hasonlóan a színészmesterséget választotta.
Második házasságát 1964-ben kötötte Francesca Marazzi olasz festőnővel. Két gyermekük született, Malaika (1967) és ifjabb Hardy (1968).
 
Az 1960-as, 1970-es években Krüger családjával Tanzániában élt, a tanganyikai Meru-hegy lábánál vásárolt „Hatari Lodge” nevű majorságban, ahol az Állatfogó kommandó (Hatari!) c. kalandfilmet is forgatták.
 1977-ben a második házasság is válással végződött. Krüger legkisebb gyermeke, ifj. Hardy is színész lett.
1978-ban Krüger harmadszor is megnősült, Anita Parkot vette feleségül, aki Krüger haláláig vele maradt. A színész ebben az időben vonult vissza az aktív filmezéstől, a házaspár Kaliforniában és Hamburgban élt.
Krüger Palm Springs-i otthonában hunyt el 93 éves korában, 2022. január 19-én.

## Főbb filmszerepei

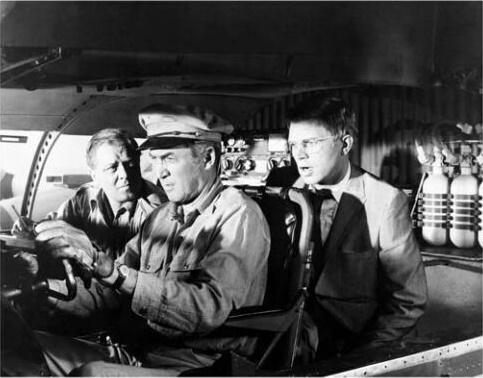
Richard Attenborough, James Stewart és Hardy Krüger A Főnix útja c. amerikai filmdrámában, 1955 (rendezte Robert Aldrich)

- 1944: Junge Adler; Bäumchen (Eberhard Krüger néven)
- 1949: Diese Nacht vergess ich nie; Eugen Schröter
- 1949: Kätchen für alles; színinövendék
- 1949: Das Fräulein und der Vagabund; Karl
- 1950: Das Mädchen aus der Südsee; Richard Kirbach
- 1950: Insel ohne Moral; Manfred
- 1951: Schön muß man sein; Juppi Holunder Jr.
- 1951: Mein Freund, der Dieb; Bimbo
- 1952: Ich heiße Niki; Paul
- 1952: Alle kann ich nicht heiraten; Edi
- 1952: Illusion in Moll; Paul Alsbacher
- 1953: The Moon Is Blue; Donald Gresham / Turista
- 1953: Die Jungfrau auf dem Dach; Donald Gresham
- 1953: Amíg mellettem vagy (Solange Du da bist); Stefan Berger
- 1953: Muß man sich gleich scheiden lassen?; Andreas von Doerr
- 1953: Ich und Du; Peter Erdmann
- 1954: Der letzte Sommer; Rikola Valbo
- 1955: An der schönen blauen Donau; Richárd, Carpia királya
- 1955: Der Himmel ist nie ausverkauft; Michael
- 1955: Alibi; Harald Meinhardt
- 1956: Liane, das Mädchen aus dem Urwald; Thoren
- 1956: Die Christel von der Post; Horst Arndt
- 1957: Banktresor 713; Klaus Burkhardt
- 1957: Der Fuchs von Paris; Fürstenwerth százados
- 1957: The One That Got Away; Franz von Werra
- 1958: Gestehen Sie, Dr. Corda; Dr. Fred Corda
- 1958: Bachelor of Hearts; Wolf Hauser
- 1959: Der Rest ist Schweigen (The Rest is Silence); John H. Claudius
- 1959: Blind Date; Jan Van Rooyen
- 1959: Die Gans von Sedan; Fritz Brösicke
- 1960: Bumerang; Robert Wegner
- 1961: Egy taxi Tobroukba (Un taxi pour Tobrouk); Ludwig von Stegel százados
- 1961: Zwei unter Millionen; Karl
- 1961: Der Traum von Lieschen Müller; autogramgyűjtő
- 1962: Állatfogó kommandó (Hatari!); Kurt Muller
- 1962: Vasárnapok Ville d’Avray-ban (Les dimanches de Ville d’Avray); Pierre
- 1962: Les quatre vérités; tévésorozat; El Rubio
- 1964: Le gros coup; Frank Willes
- 1965: Los pianos mecánicos; Vincent
- 1965: Muzsikál a föld (Le chant du monde); Antonio (rend. Marcel Camus)
- 1965: A Főnix útja (The Flight of the Phoenix); Heinrich Dorfmann
- 1966: Postmark Zero; tévéfilm; névtelen szerep
- 1966: L′espion; Peter Heinzmann tanácsos
- 1966: Les fables de La Fontaine; televíziós sorozat; Bûcheron
- 1967: La grande sauterelle; Carl
- 1968  Le franciscain de Bourges; Alfred Stanke testvér
- 1969: La monaca di Monza; Paolo Arrigone atya
- 1969: A neretvai csata (Bitka na Neretvi); Kranzer
- 1969: Santa Vittoria titka (The Secret of Santa Vittoria); Von Prum százados
- 1969: A jégsziget foglyai (Krasznaja palatka); Einar Lundborg
- 1971: Das Messer; tévé-minisorozat; Jim Ellis
- 1972: La tua presenza nuda!; Paul
- 1973: Sutjeska, névtelen szerep
- 1973: Le solitaire; Eric Lambrecht
- 1975: Paper Tiger; Muller
- 1975: Barry Lyndon; Potzdorf százados
- 1976: Potato Fritz (westernkomédia); Potato Fritz
- 1976: Tod eines Fremden; Arthur Hersfeld
- 1977: Mindenkinek a maga keresztje (À chacun son enfer); Bolar rendőrfelügyelő
- 1977: A híd túl messze van (A Bridge Too Far); Ludwig vezérőrnagy
- 1978: Vadlibák (The Wild Geese); Pieter Coetzee hadnagy
- 1978: Kék uszony (Blue Fin); Bill Pascoe
- 1982: Finom kis korlátolt felelősségű társaság (Feine Gesellschaft – beschränkte Haftung); Harms
- 1982: Gyilkos optika (Wrong Is Right); Helmut Unger
- 1984: A középjátékos (Slagskämpen); Mandell
- 1988−1989: A sas felszáll (War and Remembrance); tévésorozat; Erwin Rommel tábornagy
- 2011: Familiengeheimnisse – Liebe, Schuld und Tod; tévéfilm; Victor Frey

## Elismerései, díjai
- 1959: Bravo Otto-díj, bronz fokozat[22]
- 1960: Bravo Otto-díj, bronz fokozat[22]
- 1983: Német Filmdíj[22][23]
- 1986: Arany Kamera[22][23]
- 2001: Bajor Filmdíj (Bayerischer Filmpreis)[22][23][24]
- 2001: Francia Becsületrend tisztje[22]
- 2008: Bambi-díj, életművéért[22][25][26]
- 2009: Német Szövetségi Köztársaság Érdemkeresztje (Verdienstorden der Bundesrepublik Deutschland), parancsnoki osztály[23]
- 2011: Német Jupiter Filmdíj, életművéért[22]
- 2014: Csillag a berlini „Hírességek körútján” (Boulevard der Stars).[22]

## Művei
- Hardy Krüger. Wanderjahre. Begegnungen eines jungen Schauspielers (német nyelven). Bergisch Gladbach: Bastei Lübbe (2000). ISBN 978-3-404-14434-1. OCLC 76200998
- Hardy Krüger. Eine Farm in Afrika (német nyelven). Bergisch Gladbach: Bastei Lübbe (2003). ISBN 978-3-404-15071-7. OCLC 723000967